# 普里耶茲達一世
普里耶茲達一世（塞爾維亞語西里爾字母：Пријезда I，1211年—1287年）是波士尼亞的總督，也是匈牙利王國的附庸，於1250年—1287年在位。他可能是科特羅馬尼奇王朝的創始人。他在位期間嚴厲鎮壓異端教會。